# ديفيد جيمس (سياسي بريطاني)
ديفيد جيمس (بالإنجليزية: David James)‏ هو سياسي بريطاني، ولد في 6 مارس 1945. انتخب أسقف برادفورد ‏ وانتخب Bishop of Pontefract ‏.